# Непорочно зачатие Богородично (Солун)
„Непорочно зачатие на Света Богородица“ (на латински: Immaculata Conceptio Beatae Virginis Mariae; на гръцки: Αμιάντου Συλλήψεως Της Παναγίας) е католическа църква от латински обред в македонския град Солун, Гърция, катедрален храм на Солунския апостолически викариат на Римокатолическата църква.

## Местоположение
Разположена е на улица „Франки“ № 19 във Франкомахала, над Горна Лададика.

## История
Църквата е построена в 1897 - 1900 година от видния солунски архитект Виталиано Позели на мястото на по-стар храм, издигнат в 1743 година, и претърпял значителни щети в пожара от 1897 година.
Църквата е бомбардирана по време на Втората световна война и сводът ѝ е заменен с бетонна плоча.

## Архитектура
В архитектурно отношение е трикорабна базилика с издигнат среден кораб. Централният кораб е висок 18m, а страничните два по 8,2 m. Централният кораб е осветен от големи сводести прозорци. Покривът е двускатен дървен. Издържана е във френски ренесансов стил. Интериорната декорация е впечатляваща. Корабите са разделени от редици с колони. В центъра на олтара има статуя на Света Богородица, а прозорците са с красиви витражи. Камбанарията с височина 40 m се смята за едно от най-големите постижения на Позели в строителството, като монтираният върху нея часовник се вижда в целия град и в османската епоха е показвал времето по европейски.